# Strugureni, Bistrița-Năsăud
Strugureni, mai demult Vereșhaza, Verihaza (în maghiară Mezőveresegyháza, Veresegyháza, Veresegyházîn, în dialectul săsesc Rûtkirich, în germană Rothkirchen, Rothkirch) este un sat în comuna Chiochiș din județul Bistrița-Năsăud, Transilvania, România.

## Istorie
- Satul este atestat documentar în anul 1373 sub numele Veresegyhaz ca sat maghiar.
- Deși locuitorii satului erau inițial catolici, în timpul reformei protestante au trecut la Unitarianism.
- În anul 1594 satul devenise centrul unitarienilor din Transilvania de Nord, însă principele György Rákóczi a obligat locuitorii să treacă la Biserica Reformată.
- În 1694, satul a fost distrus complet în timpul invaziei mongole, doar biserica rămânând intactă.
- La începutul secolului al XVIII-lea satul este repopulat cu maghiari din alte zone ale Ungariei, ce l-au reconstruit.

## Demografie
Conform recensământului din 2002 populația satului Strugureni număra 241 de locuitori. Majoritatea locuitorilor sunt  maghiari 228 (94,6%), dar există și o minoritate de români 13 (5,4%). Din punct de vedere confesional se declaraseră: 221 Reformați, 12 ortodocși, iar 8 romano-catolici.

## Monumente
- Biserica de lemn „Sfinții Arhangheli”
- Biserica reformată

## Date geologice
În subsolul localității se găsește un masiv de sare.

## Imagini

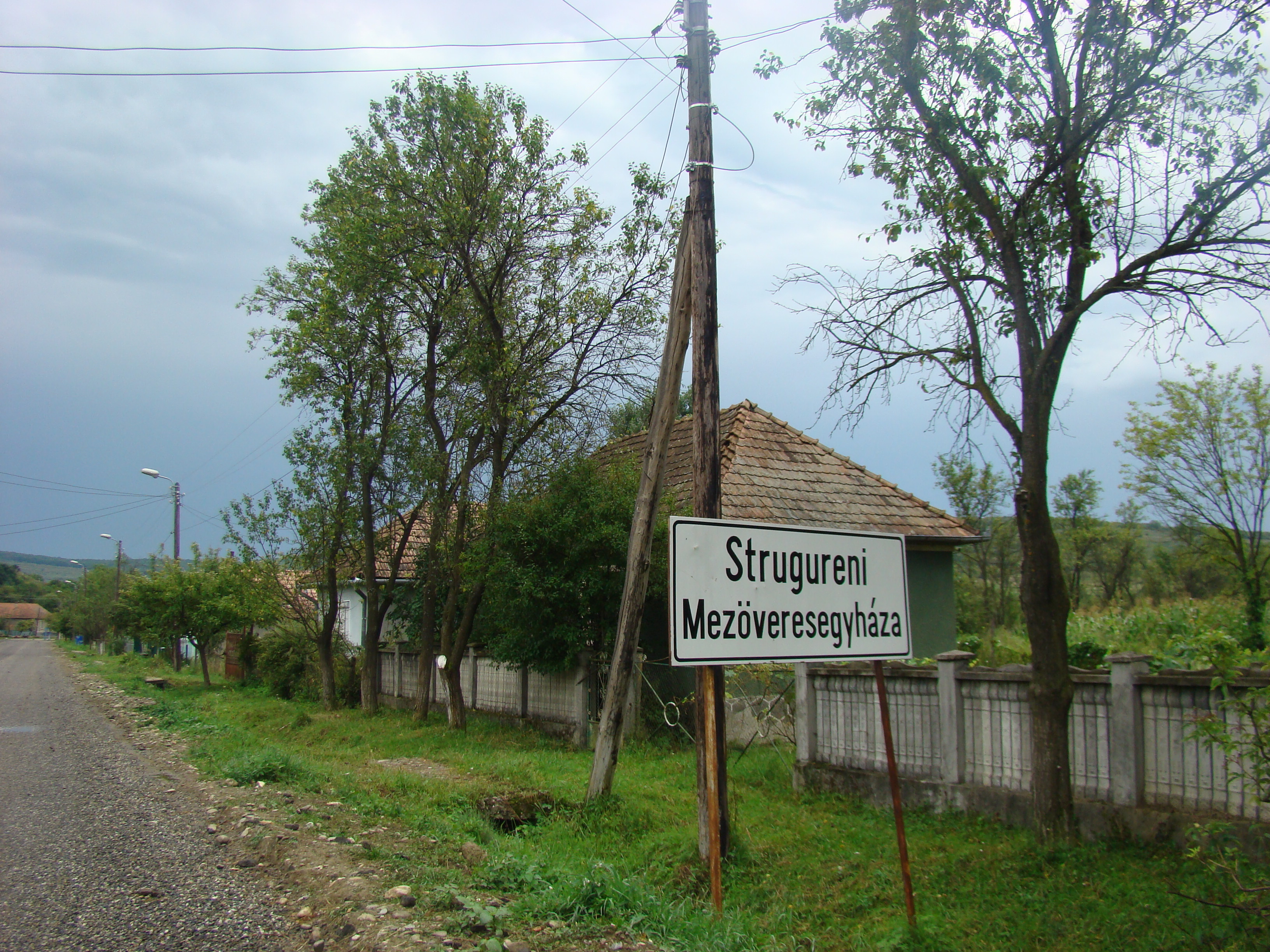
Intrarea în satul Strugureni.
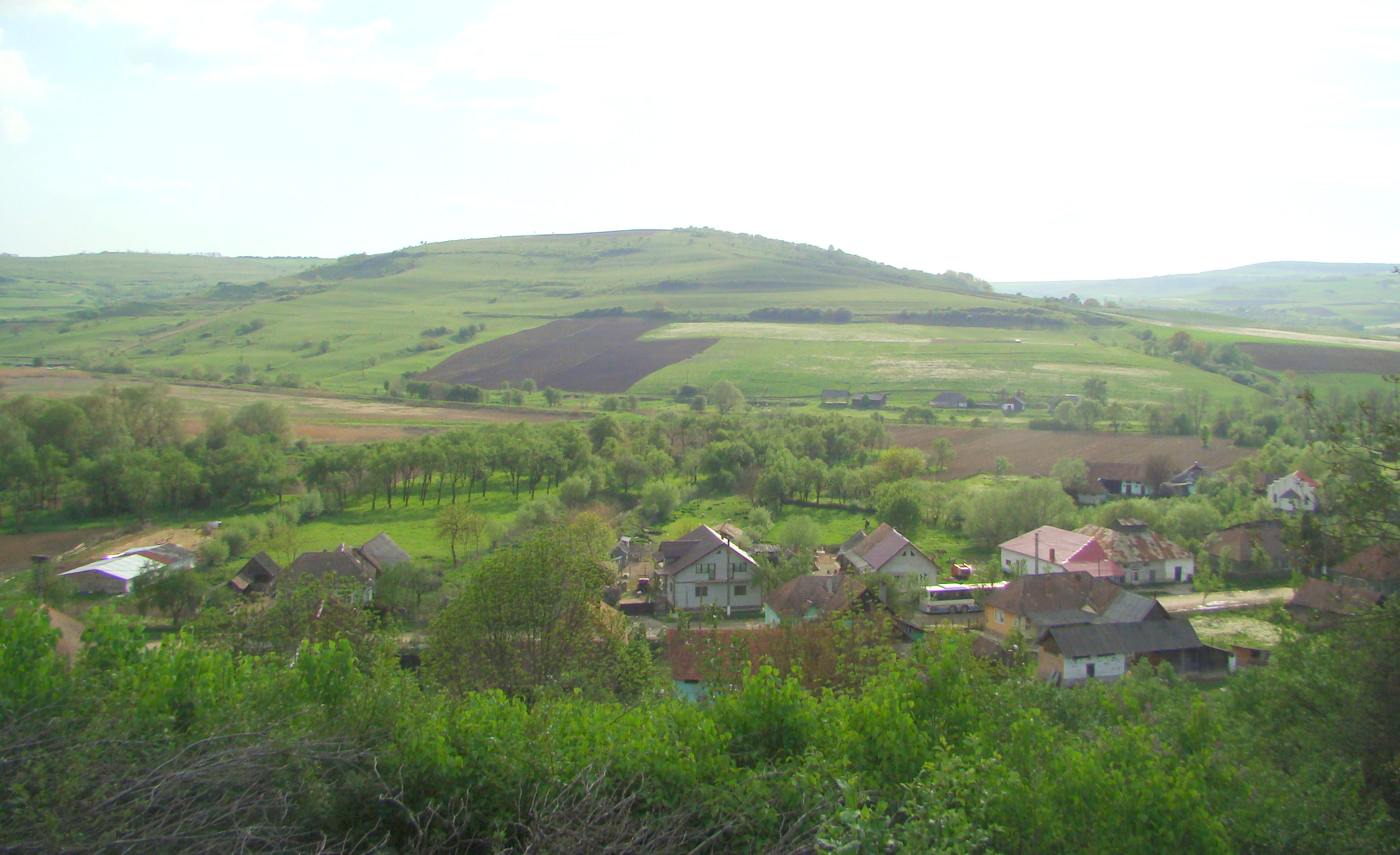
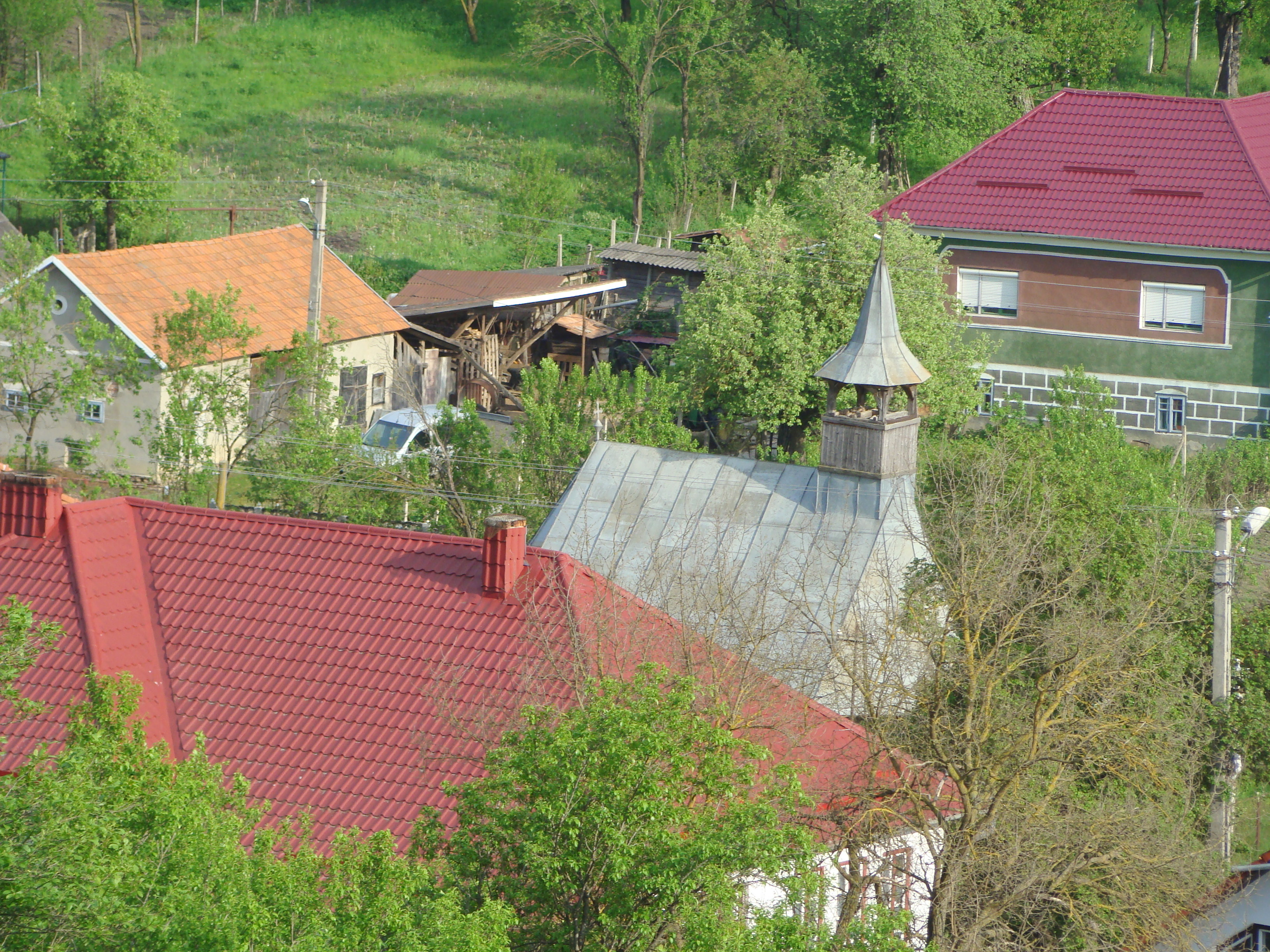
Biserica de lemn (monument istoric)
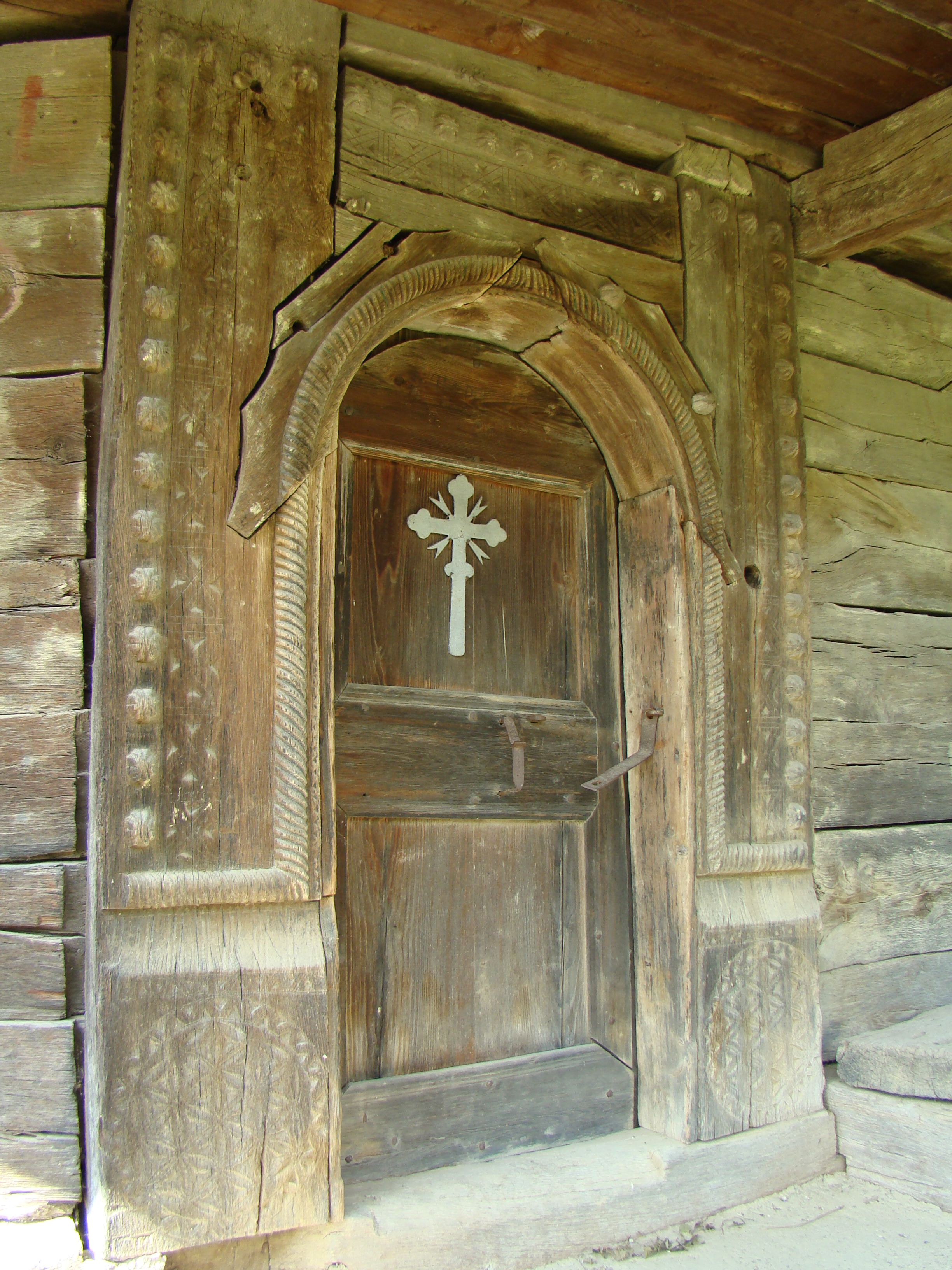
Biserica de lemn (portalul exterior)
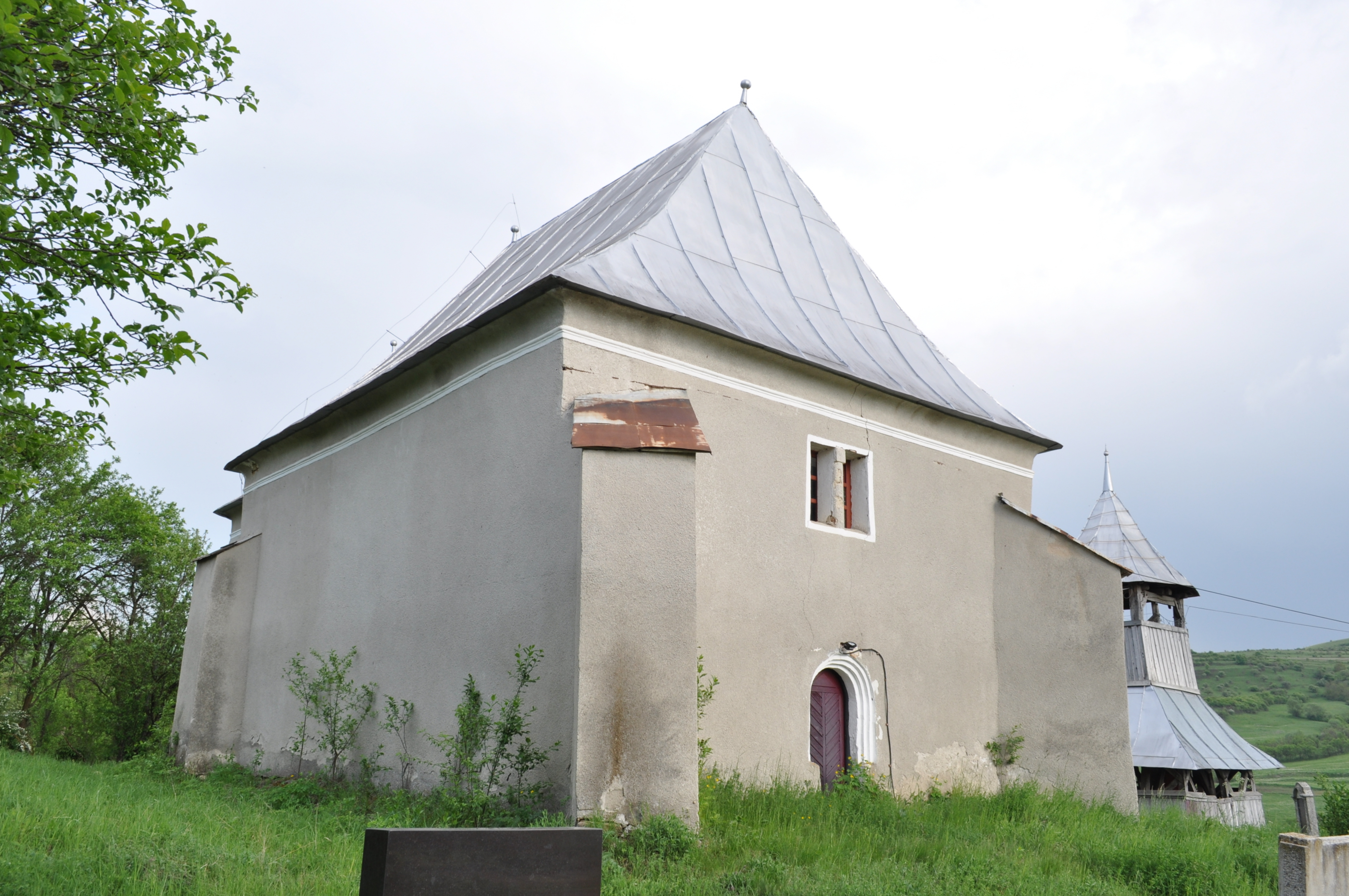
Biserica reformată (monument istoric)
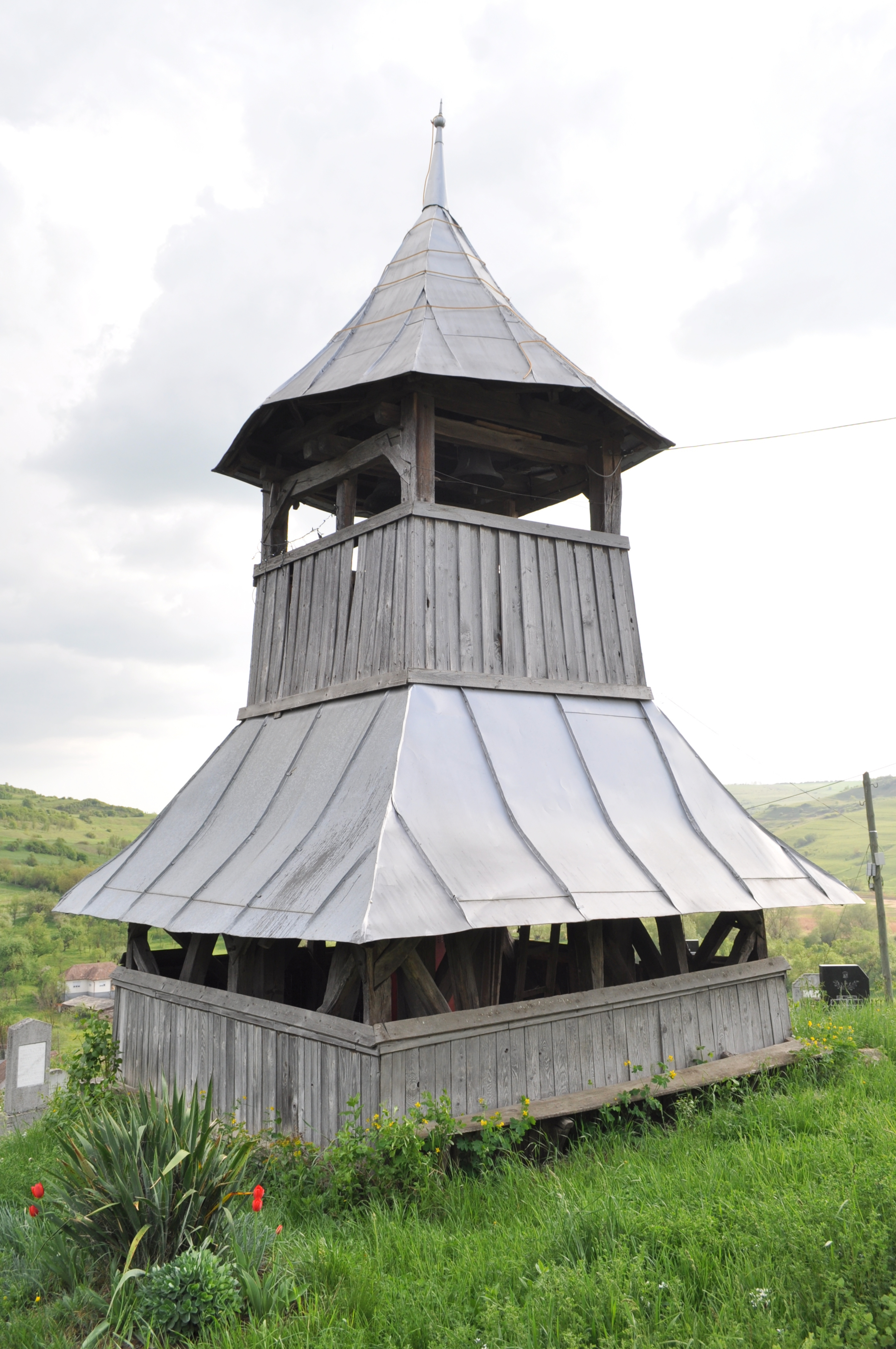
Clopotnița de lemn a bisericii reformate (monument istoric)

Componența etnică a satului Strugureni (2002)
     Maghiari (94,6%)
     Români (5,4%)
Componența confesională a satului Strugureni (2002)
     Reformați (91,72%)
     Ortodocși (4,97%)
     Romano-catolici (3,31%)